# Oswald Achenbach
Oswald Achenbach, nemški slikar, * 2. februar 1827, Düsseldorf, Nemčija, † 1. februar 1905, Düsseldorf, Nemčija.

Oswald Achenbach je bil nemški slikar, ki ga prištevamo k združenju slikarjev »Düsseldorfska slikarska šola« (»Düsseldorfer Malerschule«). Danes manj znan umetnik je v času svojega življenja spadal k pomembnim krajinskim slikarjem Evrope in med poučevanjem na Kunstakademie Düsseldorf pustil tam pomemben pečat. Njegov 12 let starejši brat Andreas Achenbach prav tako sodi med pomembne nemške krajinske slikarje 19. stoletja. Brata so ironično poimenovali „alfa in omega pokrajine”.

## Življenje

### Družina
Oswald Achenbach je bil rojen v Düsseldorfu, kot peti od desetih otrok. Njegova starša sta bila Hermann Achenbach in Christine Zülch. Še med Achenbachovim zgodnjim otroštvom se je družina preselila v München, kjer je Oswald Achenbach vsaj za kratek čas obiskoval osnovno šolo. Ni znano, kdaj se je družina vrnila v Düsseldorf. Imel je brata po imenu Andreas, njun odnos je bil očitno hladen.

### Zgodnja leta
Achenbacha so že zelo zgodaj, leta 1835, pri osmih letih, sprejeli v osnovni razred Kunstakademie Düsseldorf. To ni bilo v skladu s pravilnikom te ustanove, kjer je bila predpisana minimalna starost dvanajst let. Na akademiji je Achenbach ostal do 1841. Vzrok, zaradi katerega jo je leta 1841 zapustil, ni znan. Na podlagi njegovih skicirk vemo, da se je v tem času ukvarjal z intenzivnimi študijami narave v okolici Düsseldorfa.

### Prva večja potovanja
Leta 1843 je tedaj komaj 16-letni Achenbach za več mesecev odpotoval v Zgornjo Bavarsko in Severno Tirolsko in med tem nadaljeval svoje študije narave. Iz tega časa izvirajo tudi prva znana dela v oljni tehniki. Od del, ki jih je Achenbach naslikal do leta 1850, se jih je ohranilo le nekaj. V teh se je pokazalo, da sta tako izbira motivov kakor tudi slikarska tehnika bili še močno pod vplivom razumevanja umetnosti, ki so ga takrat poučevali na umetniških akademijah.

### Prvo veliko potovanje v Italijo
V poletnih mesecih 1850 se je Achenbach ponovno odpravil na potovanje v Italijo, ki ga je popeljalo v Nico, Genovo in Rim. Skupaj z Albertom Flammom je potoval iz Rima v okolico glavnega mesta Italije in obiskal predvsem kraje, ki so že pred njim navdihnili krajinske slikarje. Barvni vtis italijanske pokrajine je umetniško upodobil s tem, da je barvne plasti v različnih pigmentnih gostotah in gosto nanesene barve dajal eno čez drugo, da bi tako našel želen odtenek.

### Poroka z Julie Arnz
3. maja 1851 se je Achenbach poročil z Julie Arnz, s katero je bil zaročen od leta 1848. Julie Arnz je bila hčerka düsseldorfskega založnika in lastnika tiskarne. Ta je med drugim izdajal bilten Düsseldorfske Monatshefte, za katerega je Achenbach ustvarjal satirična dela, in Düsseldorfer Monatsalbum, za katerega je Achenbach prispeval ilustracije pesmi in litografije svojih slik. V istem času je začel s privatnim poučevanjem učencev v slikanju krajin. Med 1852 in 1857 so se rodile štiri hčerke Oswalda Achenbacha in Julie Arnz. Edini sin zakoncev, Benno von Achenbach, se je rodil 1861.

### Profesor krajinskega slikanja
Marca 1863 je Achenbach dobil profesuro za krajinsko slikanje na Kunstakademie Düsseldorf. Dejstvo, da je dobil mesto na akademiji, je za Achenbacha pomenilo večje priznanje v družbi in istočasno finančno varnost. Med drugim je v istem letu Napoleon III. Oswalda Achenbacha imenoval za »Viteza reda legije časti«, in med letoma 1863 in 1868 je s svojimi slikami sodeloval na Pariškem salonu. V njegovi slikarski tehniki se po letu 1860 pojavila sprememba. Slike so postajale čedalje bolj »haptične«, to pomeni, da so nanesene barve kazale izrazitejši relief in vodenje čopiča je bilo manj odvisno od predstavljenega predmeta. V posameznih delih slike se je Achenbach odrekel podrobnemu razstavljanju na detajle.

### Pozna leta
Profesuro krajinskega slikanja, ki jo je Achenbach opravljal od marca 1863, je leta 1872 prekinil. Tudi v naslednjih letih je veliko potoval. Zadnje veliko potovanje v Italijo je nastopil v zgodnjem poletju leta 1882 in poleg Firenc in Rima ponovno obiskal Neapelj in Sorrento. 1897 je bil Achenbach ob sedemdesetem rojstnem dnevu imenovan za častnega občana mesta Düsseldorf. To odlikovanje je veljalo za več kot petdesetletno angažiranost v različnih düsseldorfskih institucijah in društvih. Achenbach je že dolgo spadal k vodilnim osebnostim mesta.

### Slikarsko pozno delo
Kot že v oljnih študijah v petdesetih letih 19. stoletja, je Achenbach tudi v kasnejših delih barvne odtenke gradil aditivno. Pri tem je delal s čopičem, lopatico in prsti in uporabil tudi strukturo slikarskega platna kot ustvarjalno sredstvo.Značilno za njegove kasnejše slike je tudi to, da natančnost detajlov ne pojema nepretrgano s perspektivno oddaljenostjo, temveč se zgleduje po celostnem učinkovanju slike. Oswald Achenbach je umrl v Düsseldorfu 1. februarja 1905, dan pred svojim oseminsedemdesetim rojstnim dnevom. Pokopan je na Severnem pokopališču v Düsseldorfu, na mestu številka 27. 

## Oljne študije in skice
V času Achenbachovega življenja so bile v javnosti prikazane predvsem njegove slike – zatorej so ga vsi zaznavali predvsem kot slikarja »salonskih« oz. »galerijskih« slik; umetniške novosti se v teh delih niso zrcalile. Pa vendar je Achenbach že leta 1876 na letni razstavi v Wiener Künstlerhaus na Dunaju razstavil oljno študijo in tudi na »Razstavi skic in študij« leta 1889 v muzeju Kunsthalle Düsseldorf pokazal eksponate svojega dela. Odzivi na te oljne študije so bili različni. Skice, risbe in oljne študije je Achenbach uporabljal, podobno kot drugi slikarji, sprva predvsem kot spominsko oporo za kasnejšo delo v ateljeju, sčasoma pa so dobivale vedno večji pomen. 

### Slikarji, ki so vplivali na Oswalda Achenbacha
- Johann Wilhelm Schirmer
- Andreas Achenbach
- William Turner
- Gustave Courbet

## Umestitev Achenbachovega dela
Skrajni realizem Gustava Courbeta je poleg Oswalda Achenbacha navdihnil tudi  vrsto drugih nemških slikarjev. Tako imenovani »Leiblov krog« okoli slikarja Wilhelma Leibla se je intenzivno ukvarjal s Courbetovimi deli in je tako segal po »čisti slikarski« tehniki.V nasprotju s tem je bil Achenbach v svojem vodenju s čopičem in nanašanju barv radikalen, vendar je vedno ohranil formalne kriterije tradicionalnega pojmovanja slike. Celoten opus Oswalda Achenbacha obsega približno 2.000 slik. Približno dve tretjini celotnega opusa je v zasebni lasti.

## Dela
- Večerna pokrajina. okoli 1880, olje na platnu, Bautzen, Mestni muzej
- Večerna pokrajina s pogledom na Vezuv. 1888, olje na platnu, Düsseldorf, Umetnostni muzej Düsseldorf
- Vila kraljice Johanne. 1884, olje na platnu, Kiel, Umetnostna dvorana Kiel
- Ples Saltarello s pogledom na Castel Gandolfo. olje na platnu, Köln, Wallraf-Richartz muzej
- Rimski sprevod pred Sv. Marijo v Aracoelu. 1863, olje na platnu, Mannheim, Umetnostna dvorana Mannheim
- Scena v italijanskem parku. olje na platnu, München, Nova Pinakoteka
- Vihar na podeželju. 1887, olje na platnu, Stuttgart, Državna galerija Stuttgart